# Filmové a televizní ceny MTV 2018
Vyhlášení amerických filmových a televizních cen MTV 2018 se konalo 16. června 2018 na letišti v Santa Monice v Kalifornii. Ceremoniál nebyl vysílán živě. Vysílal se dne 18. června 2018 na stanici MTV. Po 27. se předávalo ocenění pro filmy a po druhé se předávalo ocenění i pro seriály. Večerem provázela herečka Tiffany Haddish.

## Moderátoři a vystupující

### Moderátoři
- Tiffany Haddish.

### Hudební vystoupení
- DJ Mustard a Nick Jonas – „Anywhere“
- Chloe x Halle – „The Kids Are Alright“

### Hosté
- Michael B. Jordan a Mila Kunis vyhlásili kategorii zloděj scén
- Olivia Munn a Zazie Beetz vyhlásili kategorii nejlepší hrdina
- Seth Rogen a Kristen Bellová vyhlásili kategorii nejlepší komediální výkon
- Alison Brie a Betty Gilpin oznámili vystoupení DJ Mustarda a Nicka Jonase
- Zendaya
- Gina Rodriguez
- Common předal ocenění Trailblazer Award
- Jersey Shore předali ocenění nejlepšímu týmu
- Lady Gaga
- Bryca Dallas Howard
- Aubrey Plaza
- Dylan Minnette
- Katherine Langford
- Alisha Boe
- Miles Heizer

## Vítězové a nominovaní
Vítězové jsou označeni tučně.
| Film roku | Seriál roku |
| --- | --- |
| - Black Panther - Avengers: Infinity War - Girls Trip - To - Wonder Woman | - Stranger Things - 13 Reasons Why - Hra o trůny - Grown-ish - Riverdale |
| Nejlepší herecký výkon ve filmu | Nejlepší herecký výkon v seriálu |
| - Chadwick Boseman – Black Panther - Timothée Chalamet – Dej mi své jméno - Ansel Elgort – Baby Driver - Daisy Ridley – Star Wars: Poslední z Jediů - Saoirse Ronan – Lady Bird | - Millie Bobby Brownová – Stranger Things - Darren Criss – American Crime Story - Katherine Langford – 13 Reasons Why - Issa Rae – Nesvá - Maisie Williamsová – Hra o trůny |
| Nejlepší komediální vystoupení | Nejlepší hrdina |
| - Tiffany Haddish – Girls Trip - Jack Black – Jumanji: Vítejte v džungli! - Dan Levy – Městečko Schitt's Creek - Kate McKinnonová – Saturday Night Live - Amy Schumer – Jsem božská | - Chadwick Boseman – Black Panther - Emilia Clarkeová – Hra o trůny - Gal Gadotová – Wonder Woman - Grant Gustin – The Flash - Daisy Ridley – Star Wars: Poslední z Jediů |
| Nejlepší polibek | Nejlepší zloduch |
| - Nick Robinson a Keiynan Lonsdale – Já, Simon - Gina Rodriguez a Justin Baldoni– Jane the Virgin - Olivia Cooke a Tye Sheridan – Ready Player One: Hra začíná - K. J. Apa a Camila Mendes – Riverdale - Finn Wolfhard a Millie Bobby Brownová – Stranger Things | - Michael B. Jordan – Black Panther - Josh Brolin – Avengers: Infinity War - Adam Driver – Star Wars: Poslední z Jediů - Aubrey Plaza – Legion - Bill Skarsgård – To |
| Nejstrašidelnější výkon | Nejlepší reality show |
| - Noah Schnapp – Stranger Things - Talitha Bateman – Annabelle: Zrození zla - Emily Bluntová – Tiché místo - Sophia Lillis – To - Cristin Miliotiová – Černé zrcadlo | - Držte krok s Kardashians - Love & Hip Hop - The Real Housewives - RuPaul's Drag Race - Vanderpump Rules |
| Zloděj scén | Nejlepší souboj |
| - Madelaine Petsch – Riverdale - Tiffany Haddish – Girls Trip - Dacre Montgomery – Stranger Things - Taika Waititi – Thor: Ragnarok - Letitia Wright – Black Panther | - Gal Gadotová vs. němečtí vojáci – Wonder Woman - Charlize Theron vs. Daniel Hargrave & Greg Rementer – Atomic Blonde: Bez lítosti - Scarlett Johansson, Danai Gurira, & Elizabeth Olsen vs. Carrie Coon – Avengers: Infinity War - Chadwick Boseman vs. Winston Duke – Black Panther - Mark Ruffalo vs. Chris Hemsworth – Thor: Ragnarok |
| Nejlepší tým | Nejlepší hudební moment |
| - Finn Wolfhard, Sophia Lillis, Jaeden Lieberher, Jack Dylan Grazer, Wyatt Oleff, Jeremy Ray Taylor a Chosen Jacobs – To - Chadwick Boseman, Lupita Nyong'o, Danai Gurira a Letitia Wright – Black Panther - Dwayne Johnson, Kevin Hart, Jack Black, Karen Gillan a Nick Jonas – Jumanji: Vítejte v džungli! - Tye Sheridan, Olivia Cooke, všechny postavy z hotelu, Philip Zhao, Win Morisaki a Lena Waithe – Ready Player One: Hra začíná - Gaten Matarazzo, Finn Wolfhard, Caleb McLaughlin, Noah Schnapp a Sadie Sink – Stranger Things | - Mike a Jedenáctka tančí na písničku „Every Breath You Take“ – Stranger Things - Vystoupení obsazení „Freedom“ – Black-ish - Elio brečí v průběhu závěrečných titulků – Dej mi své jméno - Taneční souboj – Girls Trip - Sen – „I Wanna Dance With Somebody (Who Loves Me)“ – Já, Simon - Vystoupení obsazení „A Night We’ll Never Forget" – Riverdale - Phillip a Anne zpívají „Rewrite the Stars“ – Největší showman - Kate zpívá písničku „Landslide“ – Tohle jsme my |
| Nejlepší hudební dokument | |
| - Lady Gaga – Gaga: Five Foot Two - Diddy – Can’t Stop, Won’t Stop: A Bad Boy Story - Demi Lovato – Demi Lovato: Simply Complicated - JAY-Z – Jay-Z’s „Footnotes for 4:44“ - Dr. Dre a Jimmy Lovine – The Defiant Ones | |

### MTV generation Award
- Chris Pratt

### MTV Trailblazer Award
- Lena Waithe